# Institut für Ludologie

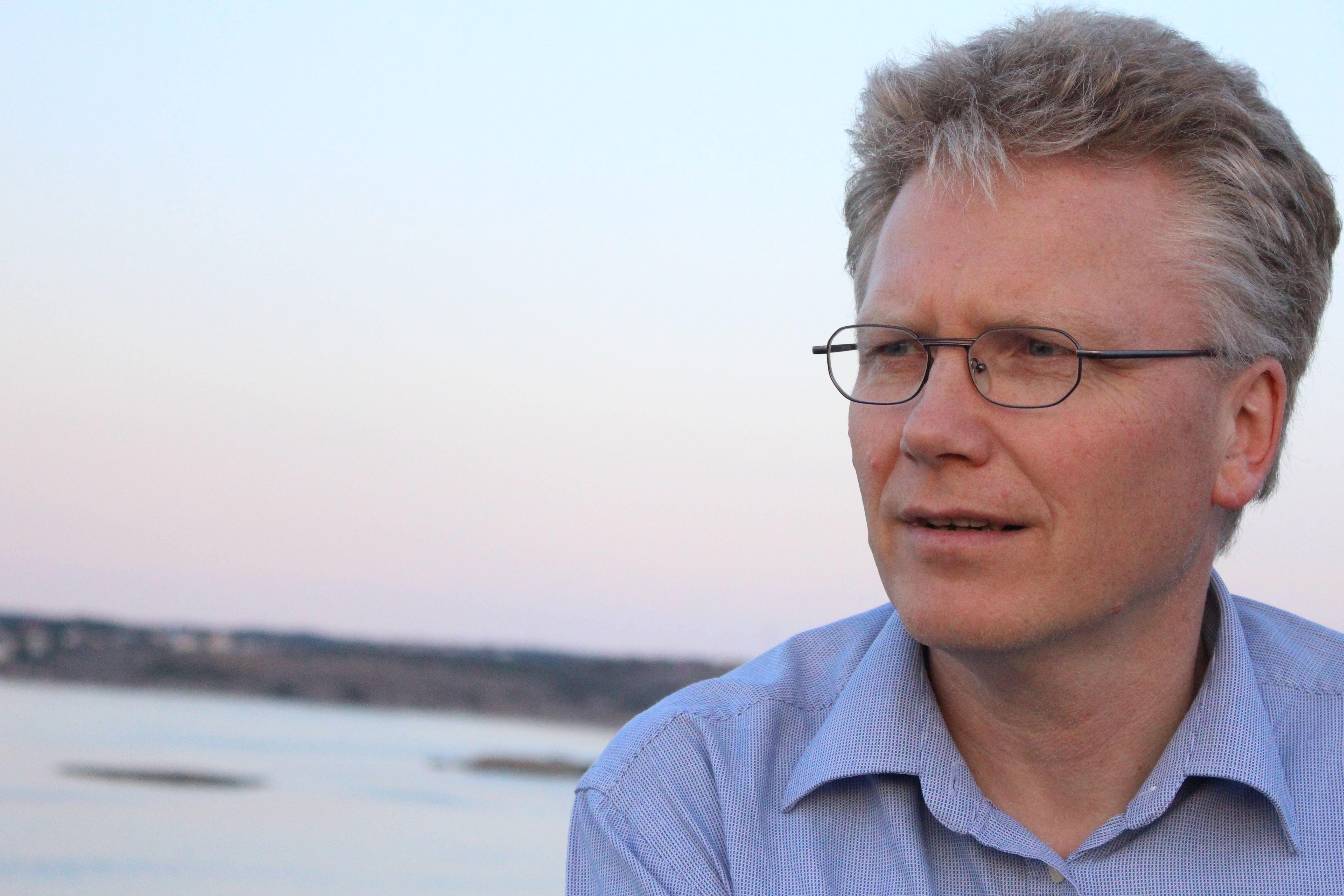
Direktor des Instituts für Ludologie Jens Junge

Das Institut für Ludologie (englisch Institute for Ludology) ist Teil der SRH Berlin School of Design and Communication. Es ist bei seiner Gründung im Jahr 2014 die erste Forschungseinrichtung einer Hochschule, die sich ausschließlich mit Ludologie, der Lehre vom Spielen, beschäftigt. Gegründet wurde das Institut von Jens Junge. Es hat seinen Hauptsitz in Berlin und ist darüber hinaus vertreten in Nürnberg, Altenburg und Flensburg.
Es gibt drei Schwerpunkte:
- das Beschreiben und Erklären des Grundphänomens des Spielens,
- die Darstellung der Wirkung und Bedeutung des Spielens in sozial-kulturellen Systemen,
- der Transfer der Erkenntnisse in das Produktdesign sowie in die Organisationstheorie von Unternehmen und Institutionen sowie das politische Management

Über Kooperationsverträge verbunden ist das Institut mit dem Residenzschloss Altenburg in Thüringen und dem dortigen Spielkartenmuseum von 1923 mit seinen über 25.000 Kartenspielen sowie mit dem Spielzeugmuseum Nürnberg von 1971 mit seinen über 90.000 Spielzeugobjekten. Darüber hinaus war die Institutsleitung im Beirat des Deutschen Spielarchivs Nürnberg bis 2021 mit seinen über 30.000 Brettspielen vertreten. 2023 gründeten Mitglieder des Instituts für die Brettspielsammlungen als Trägerinstitution die Stiftung Spielen.

## Sammlung
Die Sammlung umfasst folgende Bereiche:
- rund 82.000 Brettspiele hauptsächlich aus Deutschland, USA und Japan nach 1945, davon über 32.000 rudimentär in einer Datenbank erfasst,[2]
- rund 17.000 Casualgames, kurzweilige digitale Spiele in alter Flash-Technologie und als HTML5-Spiele mit den jeweiligen Nutzungsdaten der Spieler ab 2004,
- etwa 12.000 deutschsprachige Comics und Cartoons ab 1937 als Fundus für die Illustration von Spielen und narrative Analysen an der Schnittstelle der 9. Kunst hin zu Games,
- etwa 10.000 Bücher als Fachliteratur.[3]

Mit Hilfe von Sammlern sowie Sponsoren konnte die Institutsleitung eine Sammlung von 82.000 Gesellschaftsspielen (Brett- und Kartenspielen), u. a. vom Österreichischen Spiele Museum von Ferdinand und Dagmar de Cassan übernehmen, Tom Werneck, Gaby und Peter Neugebauer, Klaus Teuber und Uwe Petersen sowie 17.000 digitale Casualgames in einer Datenbank mit entsprechenden Nutzungsdaten aus dem Spiele-Portal spielen.de zusammentragen. Dieses international einmalige Archiv ist Teil des International Game Museums in Altenburg und steht damit der Forschung sowie als Fundus für Ausstellungen zur Verfügung. Träger ist seit 2023 die Stiftung Spielen.
Die Deutsche Nationalbibliothek ist die zentrale Archivbibliothek für alle Medienwerke in deutscher Sprache, jedoch nicht für die durch Autoren und Illustratoren geschaffenen Brettspiele. In der Verordnung über die Pflichtabgabe von Medienwerken an die Deutsche Nationalbibliothek (PflAV) vom 17. Oktober 2008 werden unter § 4, Abs. 14 explizit die "körperlichen Medienwerke" Spiele ausgeschlossen. Dies führt seit Jahrzehnten in Deutschland dazu, dass es für den wichtigen Bereich des Kulturgutes Spiel und die Spielwissenschaften keine durch Bundesmittel getragene Lehr- und Forschungssammlung gibt. Die Sammlungen in Altenburg und Nürnberg werden ausschließlich privat oder kommunal getragen und sind damit strukturell chronisch unterfinanziert.